# Edward Everett
Edward Everett, född 11 april 1794 i Boston, död där 15 januari 1865, var en amerikansk politiker (whig). Han var bror till diplomaten Alexander Hill Everett, far till politikern William Everett och morbror till författaren Edward Everett Hale.
Everett studerade vid Harvard University och åkte till Tyskland för att avlägga sin doktorsexamen. Han var en stor anhängare av det preussiska utbildningssystemet.
Han var ledamot av USA:s representanthus 1825–1835 och guvernör i Massachusetts 1836–1840. Han var USA:s minister i Storbritannien 1841–1845 och rektor av Harvard University 1846–1849.
Han tjänstgjorde som USA:s utrikesminister 1852–1853 under president Millard Fillmore. Han efterträdde Daniel Webster som avled i oktober 1852. Efter tiden som utrikesminister var Everett ledamot av USA:s senat för ett år. Han avgick från senaten i juni 1854.
Han var vicepresidentkandidat i 1860 års presidentval för Constitutional Union Party (i Kalifornien kallades partiet efter kandidaterna Bell-Everett Party). Partiet vann i tre delstater.
Everett var huvudtalare när militärkyrkogården i Gettysburg, Pennsylvania invigdes den 19 november 1863. Han talade i två timmar och efter talet bad David Wills, ordförande för organisationskommittén, presidenten Abraham Lincoln att säga några ord. Lincoln talade i två minuter och Lincolns Gettysburg Address blev ett av de mest kända talen i amerikansk historia. Följande dag skrev Everett några rader till Lincoln där han beskrev hur rörd han blev av presidentens tal.
Everetts grav finns på Mount Auburn Cemetery i Cambridge, Massachusetts.